# Cerinto
Cerinto (c 100) foi um dos primeiros líderes do antigo Gnosticismo que foi reconhecido como um "Heresiarca" pelos primeiros Cristãos devido aos seus ensinamentos sobre Jesus Cristo e suas interpretações sobre o Cristianismo. Ao contrário dos ensinamentos da Cristandade ortodoxa, a escola gnóstica de Cerinto seguia a lei Judaica, usava o Evangelho dos Hebreus, negava que o deus supremo tinha feito o mundo físico e negava a divindade de Jesus. Na interpretação de Cerinto, o espírito de "Cristo" veio a Jesus no momento do seu batismo, guiando-lhe em todo o seu ministério, mas abandonando-o momentos antes de sua crucificação. 
Tudo o que sabemos sobre Cerinto vem dos escritos de seus oponentes.

## Biografia
A data de seu nascimento e sua morte são desconhecidas. Na província Romana na Ásia, ele fundou uma escola Gnóstica e acumulou discípulos. Nenhum dos escritos de Cerinto sobreviveu e é improvável que eles fossem muito conhecidos. Como é o mais usual, nós conhecemos seus escritos através do que os seus inimigos mais ortodoxos relataram. 
Os ensinamentos de Cerinto são mais conhecidos devido a obra do bispo Epifânio, do Século IV, todos rumores de segunda ou de terceira-mão e cuja confiabilidade é questionável (Cf. notas da enciclopédia Católica de 1910).

## Crenças
O relato mais antigos que sobreviveu sobre Cerinto é a refutação ao Gnosticismo de Ireneu, que foi escrito aproximadamente em 170. De acordo com ele, Cerinto era um homem educado na sabedoria dos egípcios e cuja inspiração viria dos anjos.
Cerinto, assim como os ebionitas, usava apenas uma versão do evangelho de Mateus como escritura, rejeitando os demais escritos, principalmente os do apóstolo Paulo, por o considerarem um apóstata da Lei. Esforçava-se para se sujeitar aos usos e costumes da lei judaica e à maneira de viver dos judeus. Venerava a cidade de Jerusalém como se fosse a casa de Deus.
Cerinto ensinou numa época em que a relação do Cristianismo com o Judaísmo e com a Filosofia grega não estavam ainda muito claras. Em sua associação com a Lei Mosaica e sua visão modesta de Jesus, ele era muito similar aos Ebionitas e outros judeo-cristãos. Já ao definir o criador do mundo como Demiurgo, ele combinou a filosofia dualista grega e antecipou os gnósticos. Sua descrição de Cristo como um espírito sem corpo que residiu temporariamente no homem Jesus combina com o futuro gnosticismo de Valentim. 
A tradição Cristã antiga descreve Cerinto como um contemporâneo e oponente do apóstolo João, o Evangelista, que escreveu a Primeira Epístola de João e a Segunda Epístola de João para avisar aos menos amadurecidos na fé e doutrina sobre as mudanças que ele estava fazendo nos Evangelhos originais
Epistula Apostolorum, um texto pouco conhecido do século II, que é contemporâneo com o trabalho de Ireneu, parece ter sido escrito como um refutação direta dos trabalhos de Cerinto.

### Escritura
Antes de Ireneu, as várias comunidades cristãs preferiam um evangelho sobre os outros. Cerinto usou uma versão do Evangelho de Mateus, o mais judeu dos quatro evangelhos canônicos. Ao contrário de Marcião de Sinope, um outro herético que também revisou um evangelho - neste caso o de Lucas - e produziu o Evangelho de Marcião, a escritura judaica defendida por Cerinto era a do Deus do Antigo Testamento.

### Criação
Ensinou que o mundo e o céu visíveis não foram feitos pelo ser supremo, mas pelo poder (Demiurgo) distinto dele. A criação do mundo não teria sido feita por Jehovah mas por anjos, que também deram a lei. Estes anjos-criadores eram ignorantes da existência do Ser Supremo. Seu uso do termo Demiurgo(literalmente, "artesão") para o criador provêm da filosofia grega, que dominou o ambiente instruído do Mediterrâneo oriental. Ao contrário de outros mestres gnósticos que se seguiram, Cerinto ensinou que o Demiurgo era bom, mais parecido com o Logos de Fílon de Alexandria do que com o deus maligno de Valentim.

### Jesus
Cerinto ensinava que Jesus e Cristo eram seres distintos. Negou o nascimento sobrenatural de Jesus, fazendo-lhe o filho de José e de Maria, distinguindo-o do Cristo, que desceu sobre ele por ocasião do seu batismo e que o abandonou momentos antes da sua crucificação. Cerinto também é conhecido por ter ensinado que Jesus se levantará dos mortos no último dia, quando todos os homens se levantarão com ele. 
Ao descrever Jesus como um homem de nascimento natural, Cerinto concordou com o judeus gnósticos denominados Ebionistas. Ainda segundo seus ensinamentos, Cristo era um espírito que veio do céu, empreendeu sua tarefa divina no mundo material, e retornou então ao seu lugar de origem, antecipando um Gnosticismo bem mais desenvolvido ensinado por Valentim e outros gnósticos futuros. 

### Lei Judaica
Cerinto ensinou aos seus seguidores que deveriam obedecer a lei judaica para alcançar a salvação. Esta visão soteriológica é chamada de "Legalismo" e contradiz o Concílio de Jerusalém (c. 50 dC), em que Paulo de Tarso tinha defendido com sucesso a compreensão de que os cristãos não necessitaram ser circuncidados (controvérsia da circuncisão) ou, no geral. Os apóstolos em Jerusalém estavam até então afirmando que a circuncisão e a aceitação completa da Lei Mosaica não deveriam ser descontinuadas na conversão ao Cristianismo. Os Atos dos Apóstolos listam apenas quatro requisitos judaicos no estilo de vida dos gentios para que se convertam ao Cristianismo (vide Decreto Apostólico). 
Vários outros grupos, como os Ceríntios, seguiram a lei judaica e se opuseram à visão de cristandade defendida por Paulo.

### Escatologia
Cerinto interpretou que Cristo estabeleceria um reino terrestre mil anos antes da Ressurreição dos mortos e o estabelecimento de um reino espiritual no céu. Esta opinião, conhecida como Pré-milenarismo, era comum entre os Cristãos antigos , porque é uma interpretação literal do Apocalipse 20:1. O Primeiro Concílio de Niceia e Agostinho de Hipona se opuseram a esta opinião, que veio ser considerada herética.

## Oponentes Cristãos
De acordo com Ireneu, Policarpo de Esmirna contou uma história de que o apóstolo João, o Evangelista, em particular, teria dito que temia Cerinto e que fugiu uma vez de uma casa de banho quando ao entrar achou que Cerinto estava lá dentro, gritando “vamos fugir, a fim de que este edifício não caia em cima de nós; pois Cerinto, o inimigo da verdade, está lá dentro!“ Uma tradição defende que João escreveu seu evangelho para combater a heresia de Cerinto. Ireneu se opôs ao gnosticismo, incluindo os ensinamentos de Cerinto em sua obra Adversus Haereses. Epifânio, bispo de Salamis, documentou muitas heresias e heréticos, Cerinto entre eles, em seu Panarion.

## Trabalhos atribuídos a Cerinto
Cerinto pode ser o alegado destinatário da carta do Apócrifo de Tiago (Codex Jung, texto 2 na Biblioteca de Nag Hammadi), embora o nome escrito esteja na maior parte ilegível. Uma seita cristã herética do século II ou III (chamadas de Alogi por Epifânio) alegou que Cerinto era o verdadeiro autor do Evangelho de João e do livro do Apocalipse.